# Roger Tallon
Roger Tallon (* 6. März 1929 in Paris; † 20. Oktober 2011 ebenda) war einer der bedeutendsten französischen Produktdesigner der Gegenwart. Er wurde insbesondere durch seine Tätigkeit für die französische Staatsbahn SNCF bekannt. In Deutschland kennt man ihn überwiegend als Gestalter der sog. Tallon-Strahler.

## Leben und Werk
Tallon studierte von 1944 bis 1950 Ingenieurwissenschaften. In der Folge war er für Caterpillar France tätig. Ab 1953 arbeitete Tallon für das Gestaltungsbüro für technische Anlagen von Jacques Viénot und Jean Parthenay. Bald besetzte er den Posten als künstlerischer Leiter des Büros. Nach dem Tode Jacques Viénots leitete Tallon das Büro ab 1959.
Ab 1957 arbeitete Tallon als Dozent für die École des Arts Appliqués in Paris. Der Beginn seiner Lehrtätigkeit gilt in Frankreich als der Anfang der Lehrtätigkeit auf dem Bereich der industriellen Gestaltung in Frankreich. Im Jahre 1963 wurde er mit der Schaffung eines Instituts für Gestaltung an der Ecole nationale supérieure des arts décoratifs in Paris betraut.
Tallon gestaltete hunderte von Produkten. Bekannt ist u. a. der von ihm gestaltete tragbare Fernseher Téléavia P111 aus dem Jahre 1966. Er war für Firmen wie Peugeot, Kodak und General Electric tätig. Für GE schuf er in den USA eine eigene Abteilung für die Gestaltung von Haushaltsgeräten. Als Klassiker gelten auch seine Entwürfe für den Uhrenhersteller Lip. Für den Leuchtenhersteller ERCO gestaltete er Leuchten, die als Designklassiker der 1970er Jahre gelten.
Mit Pierre Paulin gründete er 1981 die Designberatungsfirma ADSA & Partners.

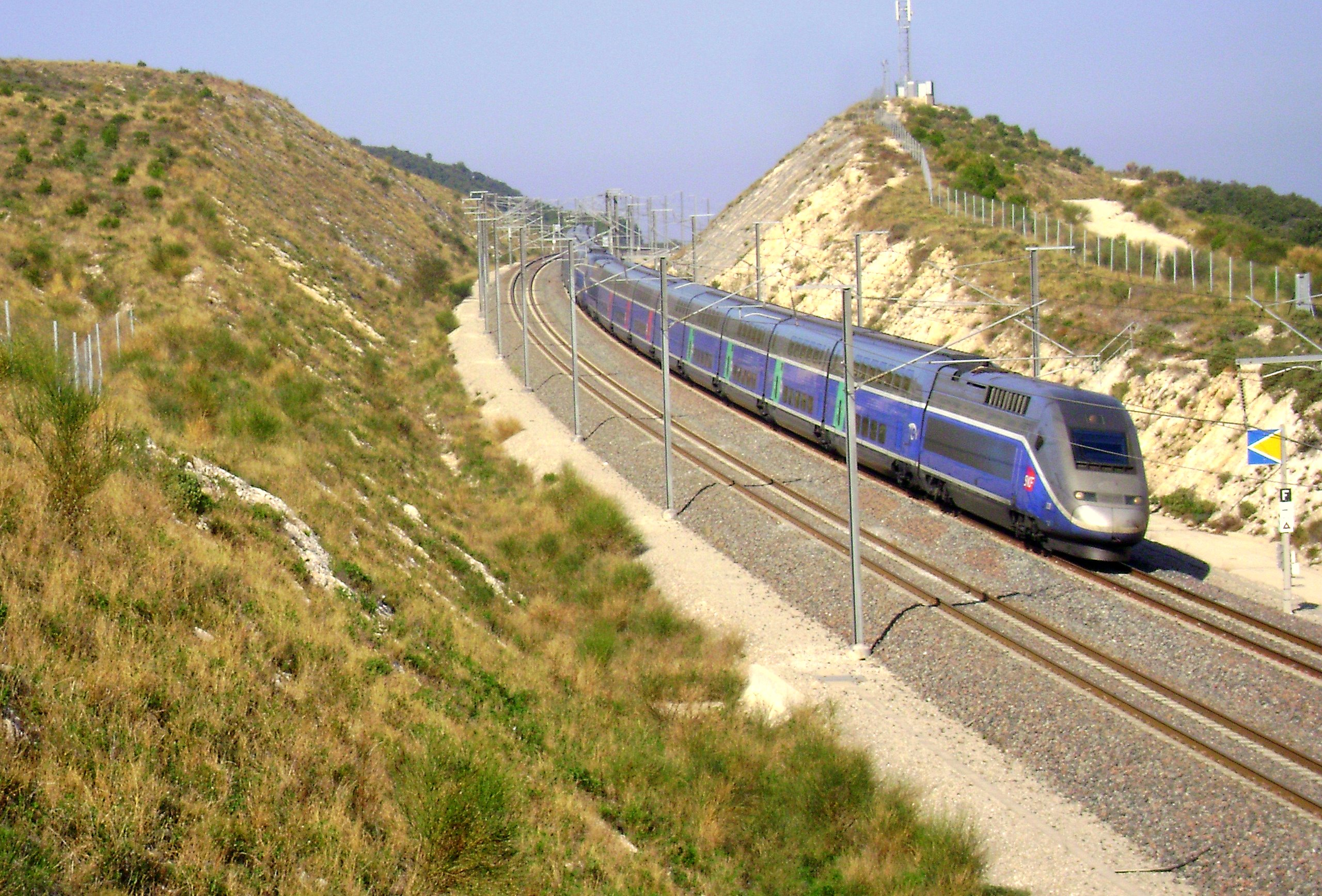
TGV Duplex auf der LGV Méditerranée, kurz vor Avignon

Im Bereich des Transportwesens gestaltete Tallon für die Air France Kabinen und Innenräume für Flugzeuge. Maßgeblich war er an der Gestaltung der Wagen der U-Bahn Mexiko-Stadt beteiligt. Für die französische Staatsbahn SNCF und den Konzern ALSTHOM war Tallon in großem Umfang tätig. So erarbeitete er das Design der Corail-Wagen und war an der Gestaltung des französischen Hochgeschwindigkeitszuges Train à grande vitesse beteiligt. Für die SNCF entwarf Tallon Uniformen, Zugtickets, Möbel von Bahnhöfen und Zügen und definierte das farbliche Erscheinungsbild. Beim TGV schuf Tallon für die Baureihe TGV Duplex und TGV Atlantique eine neue markante Front.
Für die auf den Montmartre führende Standseilbahn (genannt Funiculaire de Montmartre) gestalte Tallon 1991 die Fahrzeuge. Für die französische Firma Matra und den Siemens-Konzern entwarf er den Véhicule automatique léger (VAL), an der Gestaltung der Pariser Métrolinie 14 war er beteiligt.
Roger Tallon verstarb am 20. Oktober 2011 nach einer langen Krankheit.

## Auszeichnungen
- 1977: iF Industrie Forum Design Auszeichnung für die Strahlerreihe von Erco[2]
- 1985: Französisches Kulturministerium „Auszeichnung für herausragende Leistungen auf dem Gebiet des Designs“
- 1992: SNCF „Auszeichnung für besondere Verdienste für das Erscheinungsbild der französischen Staatsbahn“